# Objetivo
O termo objetivo (AO 1945: objectivo) diz respeito a um fim que se quer atingir. Nesse sentido, é sinônimo de "alvo definido em metas". A definição clara de objetivos é de extrema importância em várias áreas de atuação humana, orientando a ação eficaz dos indivíduos. Em educação, por exemplo, a definição de atividades curriculares deve ser feita tendo em vista os objetivos definidos no programa curricular dos alunos.

## Na administração
Dentro da visão estruturalista e administrativa atual, o objetivo é um dos componentes que diferenciam um sistema artificial de um sistema natural. 
Outros componentes de um sistema artificial administrativo:
- Premissas: princípios, padrões, postulados da(s) meta(s)
- Componentes cibernéticos das Meta(s), ou seja, voltados para a comunicação e controle científico: o mais conhecido é o "Feedback" (que pode ser traduzido para "realimentação automática"), componente que permite que o dado processado retorne ao sistema para fins de controle ou melhora da comunicação (vide Cibernética).
- Gestão ou gestores: agente humano que possibilita correções no sistema de meta(s), aproximando-o cada vez mais do objetivo(s).
- Informatização: vinculação dos componentes por intermédio de uma programação de dados (disponibilizado pela informática ou ciência da computação) da(s) meta(s). Suas ferramentas são baseadas em linguagens lógico-matemáticas que, por vezes, interferem em demasia na natureza dos sistemas que pretendam informatizar, como os sistemas de informação contábeis.

### Objetivos organizacionais
Os objetivos de uma organização podem ser considerados como finalidades e valores fundamentais dessa organização e devem ser expressos em termos de expectativas futuras. Neste sentido, fazem parte normalmente da declaração de missão, subdividida nos seus diversos componentes.
Os objetivos são formais quando estão declarados e estão de acordo com as políticas que a organização põe em prática, de outra forma são meras declarações de intenções.
É necessário compatibilizar, na medida do possível, os objetivos organizacionais.
Baseados originalmente no conceito de SMART Criteria (dos termos em inglês specific, measurable, assignable, realistic e time-related), criado em 1981 e amplamente difundido nos livros de Peter Drucker, os objetivos devem atender simultaneamente aos seguintes critérios: 
1. Ser focalizado em um resultado a atingir e não um uma atividade.
2. Ser consistente, ou seja, precisa estar amarrado coerentemente a outros objetivos e demais metas da organização.
3. Ser específico, isto é, circunscrito e bem definido.
4. Ser mensurável, ou seja, quantitativo e objetivo.
5. Ser relacionado com um determinado período de tempo, como dia, semana, mês e numero de anos.
6. Ser alcançável, isto é, os objetivos devem ser perfeitamente possíveis.

Existem três tipos de objetivos: rotineiros, de aperfeiçoamento e inovadores. 
1. Objetivos rotineiros são os objetivos do cotidiano e que servem como padrões de desempenho do dia-a-dia.
2. Objetivos de aperfeiçoamento são os objetivos que servem para melhorar e alavancar os atuais resultados da organização, no sentido de aperfeiçoar e incrementar aquilo que já existe.
3. Objetivos inovadores são os objetivos que incorporam ou agregam algo totalmente novo a organização.

### A importância dos objetivos
Em termos globais, a missão e os objetivos da organização determinam o tipo de estratégia e de estrutura que ela adotará e os tipos de processos, de produtos e de pessoas requeridas. 
- Dão sentido e direção à organização em geral;
- Ajudam a assegurar o empenho dos funcionários da organização em trabalhar para uma finalidade comum;
- Ajudam a distinguir com nitidez a direção global;
- Ajudam a definir detalhadamente os objetivos e estratégias;
- Estabelecem padrões de desempenho em relação aos quais serão avaliados os progressos da organização.

### Características dos objetivos
- Cada objetivo deve descrever uma contribuição separada e distinta da missão da organização, e não a combinação de um certo número de contribuições diferentes;
- Os objetivos devem focar-se no resultado final a atingir e não nos meios para o alcançar;
- Cada objetivo deve destacar a ação que conduz ao resultado final e as atividades detalhadas necessárias para o atingir;
- Os objetivos devem ser explícitos quanto à natureza e à direção da alteração requerida, mas podem não conter qualquer calendarização específica ou meta em termos de resultado.

### Objetivos de marketing
| “ | 8 objetivos são suficientes para cobrir as principais áreas. | ” |

As áreas sugeridas por Drucker são:
- Posição de Mercado;
- Inovação;
- Produtividade;
- Recursos Físicos e Financeiros;
- Rendibilidade;
- Desempenho e Aperfeiçoamento da Gestão;
- Desempenho e atitude dos trabalhadores;
- Responsabilidade (pública) Social.

## Na educação

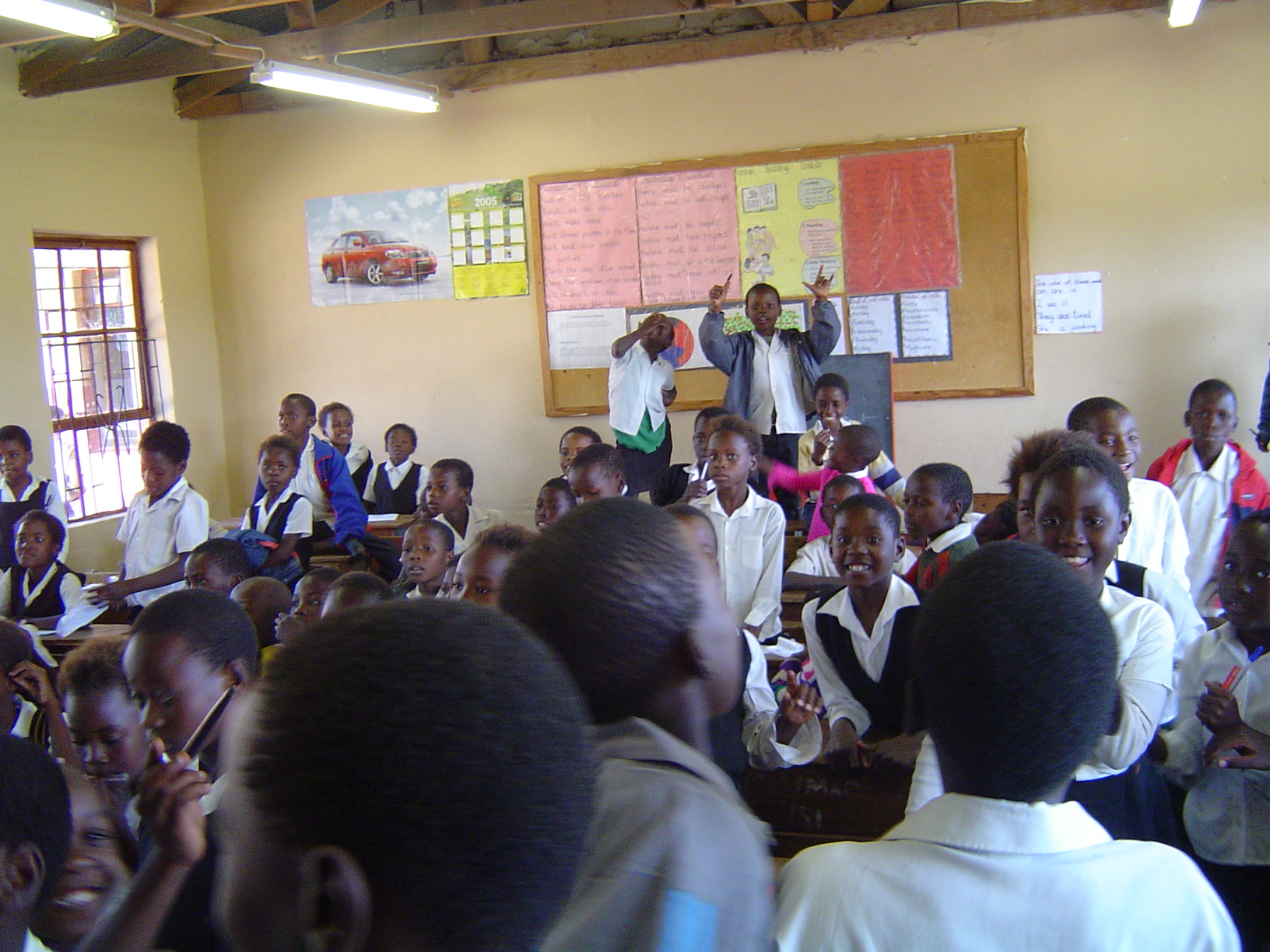
Um dos objetivos da educação é formar bons cidadãos

Os objetivos de aprendizagem, segundo Benjamin Bloom, devem ser descritos em termos de desempenhos observáveis, utilizando-se uma taxonomia própria.